# 1285

## أحداث
- تأسيس مدينة برول وتقع حاليا في ألمانيا.
- تشكيل بلدية في مدينة بغداد وتعيين إبراهيم الدفتري أول رئيس لها.[1]

## مواليد
- أحمد بن محمد العددي
- الناصر محمد بن قلاوون (فترة حكم أولى)
- الناصر محمد بن قلاوون (فترة حكم ثالثة)
- الناصر محمد بن قلاوون (فترة حكم ثانية)
- وليام الأوكامي

## وفيات
- أبو البقاء الرندي
- عام 1285 هـ الموافق 1868 م توفي الشيخ آقا بن عابد بن رمضان بن زاهد الشيرواني الحائري الدربندي ؛ من فقهاء الإمامية.[2][3][4]